# Роман Владимирович (князь волынский)

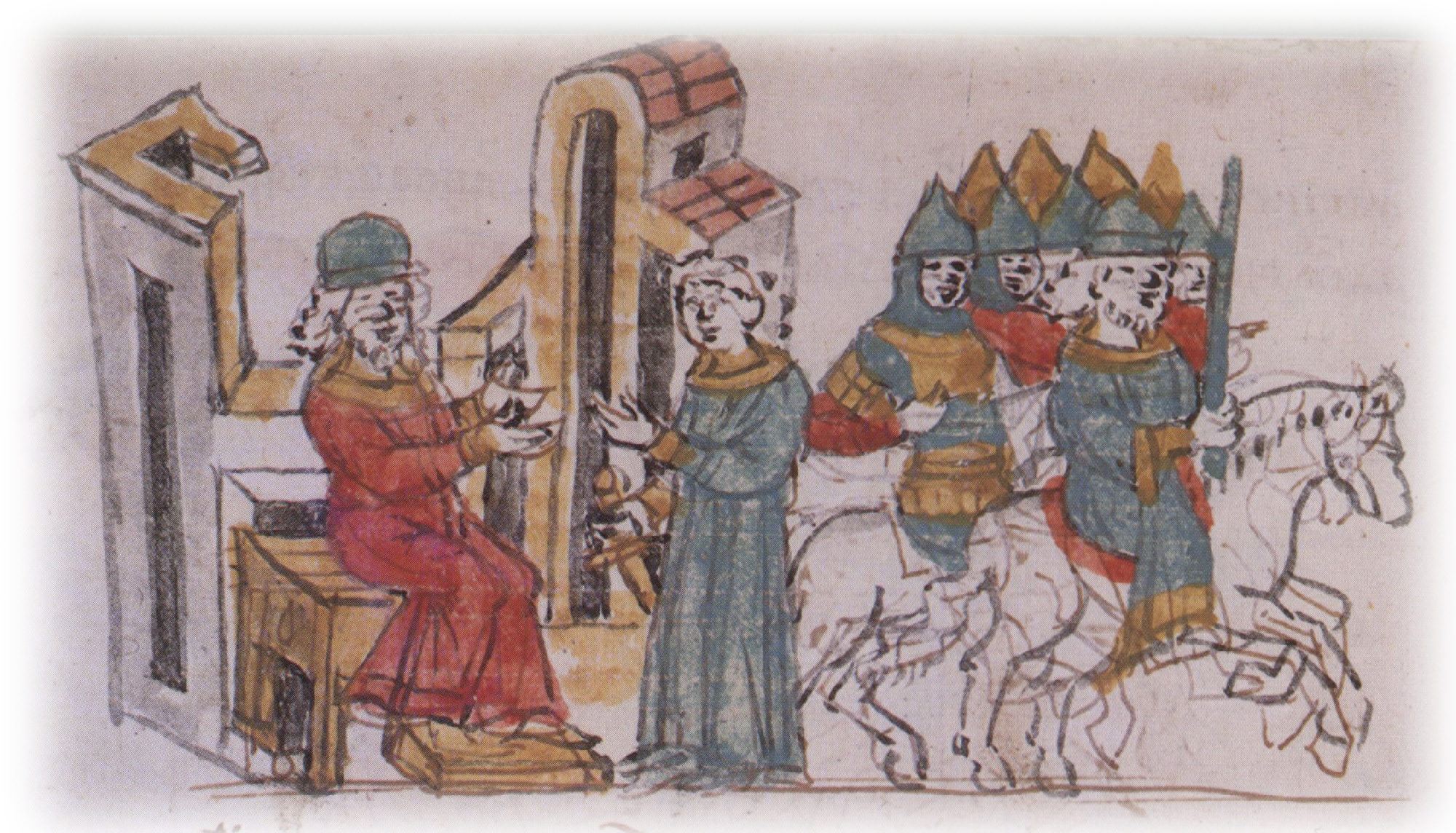
Владимир Мономах отправляет своего сына Романа княжить на Волынь

Роман Владимирович (ум. 6 января 1119) — князь Волынский, годы правления 1118—1119. По разным версиям, 4-й или 7-й из 8-и сыновей Владимира Мономаха.

## Биография
В 1117 году возник конфликт между Владимиром Мономахом и сыном Святополка Изяславича Ярославом, возможной причиной чего был перевод Мономахом своего старшего сына Мстислава из Новгорода в Белгород по соседству с Киевом, тем самым продемонстрировав своё намерение оставить киевский престол Мстиславу в нарушение прав Ярослава.
В 1118 году Мономах в союзе с Ростиславичами изгнал Ярослава из Владимира-Волынского и посадил на княжение Романа. После смерти Романа (1119) наместником отца на Волыни стал Андрей Владимирович Добрый.

## Семья и дети
Жена (с 11.09.1114) — дочь Володаря Ростиславича Перемышльского.
Сведения о потомстве отсутствуют.